# Triết học luật pháp
Triết học luật pháp là một nhánh của triết học và luật học trong đó nghiên cứu các vấn đề cơ bản của luật và hệ thống pháp lý, chẳng hạn như "Thế nào là luật?", "Cái gì là tiêu chuẩn của hiệu lực pháp lý?", "Mối quan hệ giữa luật pháp và đạo đức là gì?" và nhiều vấn đề tương tự khác.
Trong truyền thống phương Tây có một số trường phái tư tưởng về các nền tảng triết học của luật.Thứ nhất, đó là quy luật tự nhiên, trong đó người ta cố gắng miêu tả luật pháp như là các phẩm chất vốn có của loài người thu được từ tự nhiên. Thứ hai, đó là chủ nghĩa pháp lý thực chứng, trong đó người ta cho rằng luật pháp là sản phẩm thuần túy của con người được cộng đồng dùng để duy trì trật tự cộng đồng và không có liên hệ gì gọi là vốn có hay cần thiết giữa luật pháp và đạo đức. Thứ ba, đó là chủ nghĩa pháp lý duy thực, trong đó người ta tin rằng luật pháp là tập hợp tùy tiện các quy tắc chủ yếu được thiết lập bởi sự thiên vị và sở thích của các quan tòa và như thế nó là không hoàn hảo và đầy nhược điểm. Chủ nghĩa pháp lý biểu đạt là một học thuyết đương thời đề cập tới sự khác biệt giữa luật pháp và chủ nghĩa pháp lý thực chứng cũng như quy luật tự nhiên, trong đó người ta cho rằng luật pháp không phải là tập hợp của các dữ liệu đã cho, các quy ước hay các dữ kiện tự nhiên mà là những gì các nhà làm luật cố gắng xây dựng nên hay thu được từ thực tế cũng như không có sự phân chia giữa đạo đức và luật pháp (cho dù có khác biệt), nó không phải là nội tại trong tự nhiên và nó không thể tồn tại độc lập bên ngoài các thông lệ pháp lý.